# قنات گرم
قنات گرم، روستایی از توابع بخش کوهساران شهرستان راور در استان کرمان ایران است.
( موسس روستا : علی بخش )
آقای حسین مهدی زاده (عباس رضا حسن على)عضو شورای بخش و رییس شورای این روستا و سرشناس ترین فرد بخش کوهساران و مناطق می باشد .
از آثار دیدنی این روستا میشود به گذرگاه بی بی زینب اشاره کرد که در کنار بزرگترین درخت چنار روستا قرار دارد که قدمتش به بیش از ۱۰۰۰ سال میرسد .

## جمعیت
این روستا در دهستان قنات گرم قرار دارد و براساس سرشماری مرکز آمار ایران در سال ۱۳۹۵، جمعیت آن ۶۰۰ نفر (۱۵۰ خانوار) بوده‌است.